# Rheinsprung

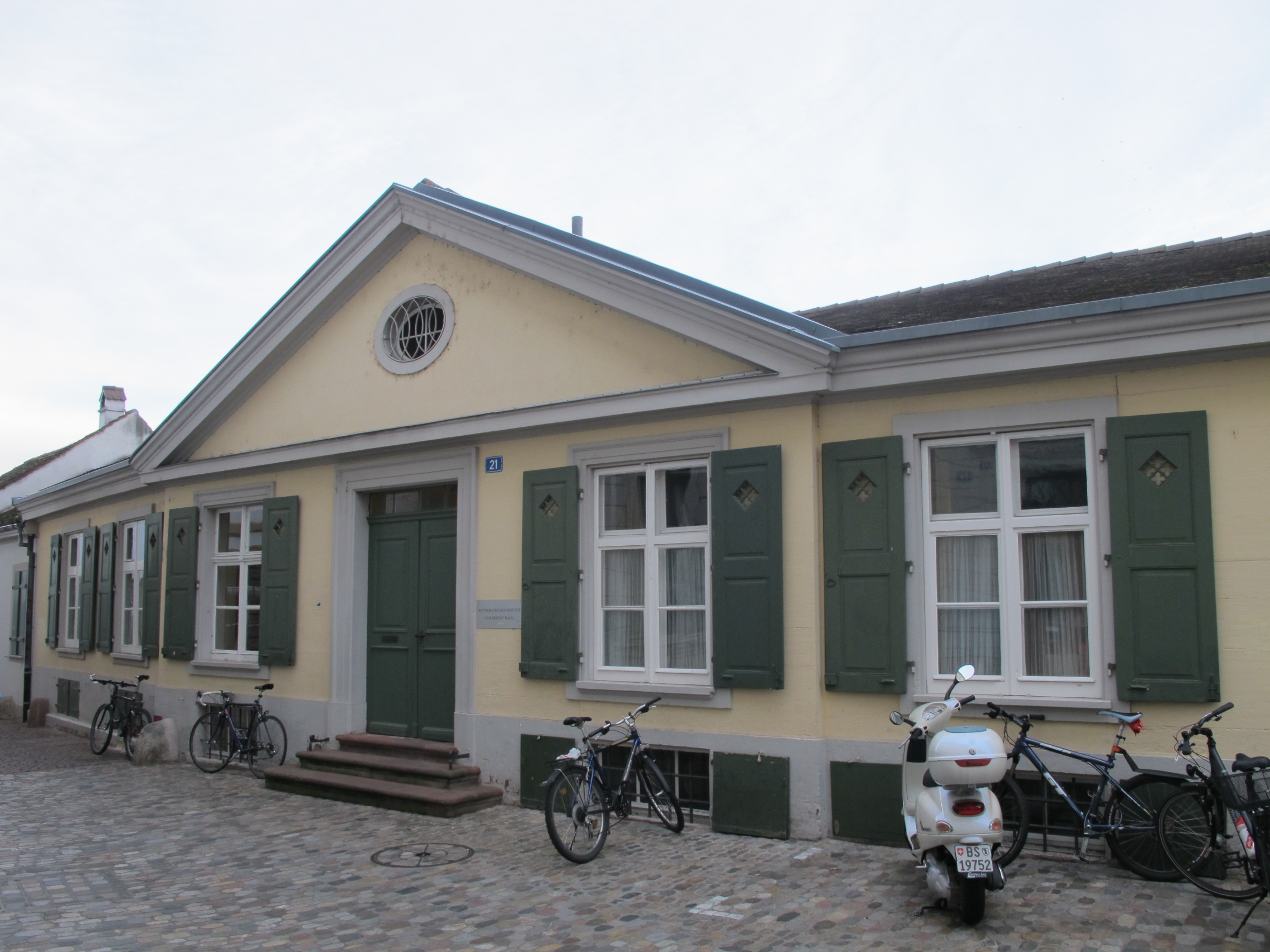
Ehemaliges Mathematisches Institut der Universität Basel (2012)

Der Rheinsprung (Baseldeutsch: Rhysprung) ist eine Gasse in der Schweizer Stadt Basel.
Der Rheinsprung führt auf Grossbasler Rheinseite von der Mittleren Brücke flussaufwärts auf den Münsterhügel. An der Abzweigung der Martinsgasse beim Naturhistorischen Museums Basel wird die Gasse zur Augustinergasse.

## Sehenswürdigkeiten
- Das Blaue und das Weisse Haus